# Almanaque Guará
Almanaque Guará é uma série de histórias em quadrinhos publicada regularmente pela editora Universo Guará desde 2021.
O projeto do Almanaque Guará foi desenvolvido por Gabriel Wainer, diretor da Universo Guará. A publicação reúne quatro histórias por edição, focando integralmente em um universo ficcional de personagens brasileiros feitos por quadrinistas nacionais, dentre os quais nomes como Alex Mir, Rapha Pinheiro, Mariane Gusmão, Mario Cau, Ana Recalde e Fred Hildebrand, entre diversos outros.
Em 2023, a série ganhou o 35º Troféu HQ Mix nas categorias de melhor publicação em minissérie e melhor publicação mix.